# Conférence épiscopale du Honduras
La Conférence épiscopale du Honduras (en espagnol : Conferencia Episcopal de Honduras, abrégé CEH) est une conférence épiscopale de l’Église catholique qui réunit les ordinaires du Honduras.
Elle fait partie du Conseil épiscopal latino-américain (CELAM), avec une vingtaine d’autres conférences épiscopales.

## Sanctuaires
La conférence épiscopale a désigné un sanctuaire national, la basilique Notre-Dame-de-Suyapa de Tegucigalpa.